# Frans Jozef Feron

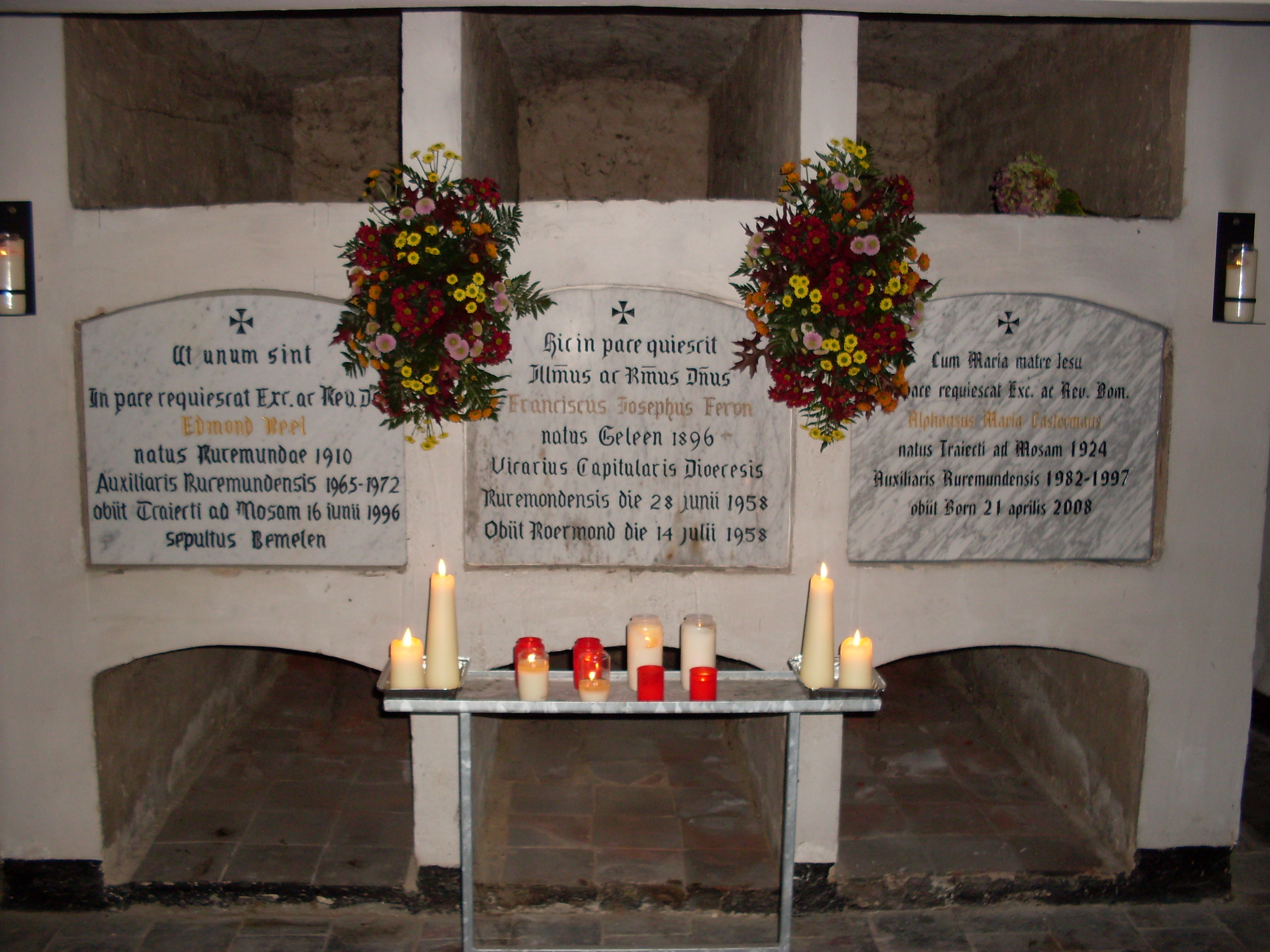
Crypte van de bisschopskapel op Begraafplaats Nabij de Kapel in ‘t Zand. In het midden het graf van Frans Jozef Feron

Frans Jozef Feron (ook wel gespeld als Féron) (Geleen, 27 juni 1896 - Roermond, 14 juli 1958) was een rooms-katholiek priester en vicaris-generaal van het bisdom Roermond.
Feron werd geboren als zoon van een landbouwer. Na zijn studie aan het gymnasium en het grootseminarie werd hij op 12 maart 1921 tot priester gewijd. Wegens zijn intellectuele capaciteiten kreeg Feron na zijn wijding een studieopdracht in Rome en haalde in 1923 zijn doctoraat.
Terug in Nederland werd Feron in 1925 kapelaan in Valkenburg (Limburg). In 1927 werd Feron docent moraaltheologie van het seminarie van Roermond en in 1934 rector. Feron werd de vertrouwensman van bisschop Guillaume Lemmens van Roermond, die hem in 1936 tot kanunnik benoemde. In 1942 werd Feron vicaris-generaal.
In de voorjaren van de Tweede Wereldoorlog was Feron als moraaltheoloog een steun en toeverlaat voor zijn bisschop. Hij verzette zich tegen de ideeën van het nationaalsocialisme en loodste samen met Lemmens het bisdom door de oorlogsjaren.
Toen na de oorlog een coadjutor gewenst was, was het de verwachting van velen dat Feron deze post zou gaan bekleden. Het werd echter Antonius Hanssen. Eind 1957 trad Lemmens af en werd Hanssen bisschop van Roermond. Weer werd geopperd om Feron tot coadjutor, of op zijn minst tot hulpbisschop zonder recht van opvolging aan te stellen. Hanssen was echter van mening geen assistent-bisschop nodig te hebben. Wel hield hij Feron aan als vicaris-generaal. Na het plotselinge overlijden van Hanssen op 25 juni 1958 werd voor de derde keer met spanning richting Rome gekeken of Feron het bisdom dan nu toch mocht gaan leiden. In ieder geval kreeg Feron tijdelijk het bestuur van het bisdom toegewezen als diocesaan administrator.
Voor de paus tot een besluit over de opvolging van Hanssen kon komen, overleed Feron onverwacht op 62-jarige leeftijd. Hij werd bijgezet in de bisschopskapel op Begraafplaats Nabij de Kapel in ‘t Zand in Roermond. Hij is de enige niet-bisschop die hier ten ruste is gelegd.
- Biografisch Portaal: 98533145
- International Standard Name Identifier: 0000 0003 9725 4594
- Nederlandse Thesaurus van Auteursnamen: 073648558
- Virtual International Authority File: 292331054
- WorldCat: E39PBJmpcKcFFty7tMpw6QJkXd